# 齋藤裕 (数学者)
齋藤 裕（さいとう ひろし、1947年4月6日 - 2010年7月2日）は、日本の数学者。元京都大学大学院理学研究科教授。保型形式の研究で知られる。「ベース・チェンジ・リフティング」および「齋藤・黒川リフト」を予想した。